# Horární astrologie
Horární astrologie je odvětví astrologie, které umožňuje najít odpověď na otázky pomocí analýzy horoskopu sestaveného pro přesný moment, kdy astrolog obdržel otázku. Tradiční astrologie pracuje s předpokladem, že postavení planet v okamžiku narození člověka (přesněji řečeno, v okamžiku jeho prvního nadechnutí) a vzájemné vztahy mezi nimi společně s dalšími ukazateli přesně popisují jeho osobnost i hlavní události, které jej v životě potkají. Na základě této logiky můžeme obdobná pravidla aplikovat i na jiná narození, respektive počátky. Okamžik položení již zmíněné otázky (tedy to, co horární astrologie považuje za vznik tohoto dotazu) a podle horoskopu v tomto okamžiku se může poznat, jak se bude daná věc nejpravděpodobněji vyvíjet, co všechno s ní souvisí a jaké jsou motivy tazatele a ostatních účastníků.
Horární astrologie odpovídá na všechny typy dotazů, od jednoduchých otázek typu ano/ne až po komplexní dotazy. Je významná zejména pro možnost poskytnout hlubší náhled na problematiku otázky a hlavně poskytnutí všech možných vyústěních situace.

## Způsoby výkladu
Horární astrologie používá při interpretaci prvků horoskopu vlastní systém, který se liší od postupu při výkladu jiných typů horoskopů. Velký důraz se klade na přesnost a význam má i úhlová rychlost planety. Za nejdůležitější planetu je v horární astrologii pokládán měsíc, jehož pozici nesmíme při výkladu nikdy zanedbat.
Tazatel je vždy reprezentován vládcem znamení, které připadá na hrot prvního domu. Domy hrají v horární astrologii větší roli než v kterémkoli jiném odvětví astrologie.
Obvykle se výklad začíná přiřazením dotazované věci k příslušnému domu horoskopu. Pro příklad, kdyby byl položen dotaz „Kde je můj ztracený pes?“, byl by pes reprezentován vládcem šestého domu, který tradičně vládne mimo jiné malým zvířatům (menším než koza). Hrot tohoto domu by byl v jednom z dvanácti znamení, například v Panně. Vládcem Panny je planeta Merkur, která je signifikátorem ztraceného psa. Stav Merkuru v horoskopu, aspekty, které přijímá od ostatních planet, jeho postavení v domech a ostatní faktory dávají informace o tom, kde a v jakém stavu se pes nachází.
Mezi prvky, které horární astrologie zkoumá patří mimo jiné i lunární uzly, planetární antiscie a astrologicky významné stálice.

## Přiřazování domů
Domy horoskopu hrají v horární astrologii větší roli než v ostatních odvětvích astrologie. Výběr systému domů záleží na astrologovi, ale pro horární astrologii je nejběžnější systém Regiomontanus, který propagoval i William Lilly.
Správné přiřazení otázky k domu je klíčové pro přesnou interpretaci horoskopu a nalezení odpovědi na otázku. Domy tvoří komplexní systém, takže je nemožné, že by se nalezl nějaký předmět otázky, který by se nedal přiřadit ke konkrétnímu domu. Podle znamení na hrotu příslušného domu se určí signifikátor – planeta, která předmět otázky zastupuje.

## Důležitost lokace při sestavení Horárního horoskopu
V současné době probíhá diskuze, zda je pro sestavení horoskopu správné použít lokaci astrologa, nebo toho, kdo dotaz pokládá. Tento rozpor způsobuje použití moderních komunikačních prostředků, které umožňují položit dotaz astrologovi bez ohledu na vzdálenost. V minulosti se pro výpočet horoskopu používala téměř výhradně vždy lokace astrologa, protože nejvíce otázek bylo položených osobně. Zastánci tradiční anglické školy založené astrologem Williamem Lillym zastávají názor, že otázka je položena až v okamžiku, kdy ji astrolog pochopí. Osoba astrologa tedy tvoří nezbytný a poslední článek v celém procesu položení otázky a až do tohoto momentu otázka vlastně neexistuje, protože může být kdykoliv změněna. Proto používají pro konstrukci horoskopu zásadně místo, kde se nachází astrolog. Mnoho evropských astrologů však používá metodu, kde se při výpočtu horoskopu bere v úvahu lokalizace tazatele.